# 天台寺 (安徽)

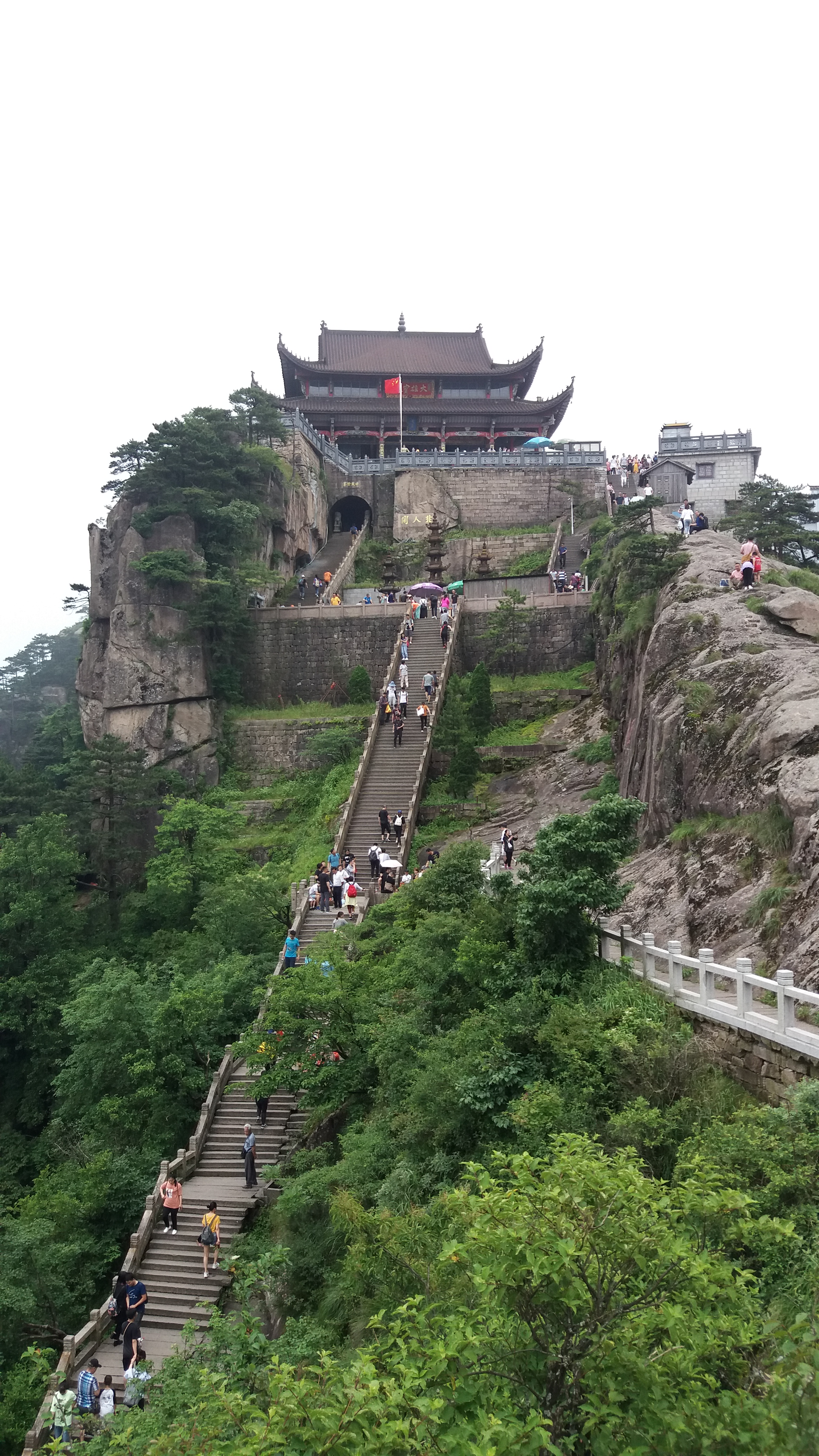
九华山天台峰天台寺的大雄宝殿

天台寺，又称地藏寺、地藏禅寺，位于安徽九华山天台峰峰顶，汉族地区佛教全国重点寺院之一。

## 介绍
天台寺是金地藏曾经的住处，并留有“金仙洞”遗迹。该寺建造于唐宋时期，后废毁。明洪武元年（1368年）陈履泰、昭莲重修。嘉靖年间、康熙年间、光绪年间重建。其建筑依山而建，三进渐式殿宇风格，最高处殿檐与寺后峰顶岩石相接，门对古拜经台。